# Cephalops
Cephalops é um género de moscas pertencente à família Pipunculidae.
O género possui uma distribuição cosmopolita.

## Espécies
Espécies (lista incompleta):
- Cephalops abditus (Hardy, 1949)
- Cephalops acklandi Kozanek & De Meyer, 1992
- Cephalops acrothrix (Perkins, 1910)